# Adam Laurent
Adam Laurent (* 6. Juli 1971 in Santa Cruz (Kalifornien)) ist ein ehemaliger US-amerikanischer Radrennfahrer und nationaler Meister im Radsport.

## Sportliche Laufbahn
Laurent war Teilnehmer der Olympischen Sommerspiele 1996 in Athen. In der Mannschaftsverfolgung wurde das Team mit Dirk Copeland, Mariano Friedick, Adam Laurent und Mike McCarthy auf dem 6. Rang klassiert. Zuvor war der Vierer gegen Australien ausgeschieden.
Bei den Panamerikanischen Spielen 1995 und 1999 gewann er die Goldmedaille in der Mannschaftsverfolgung. 
1994 gewann er mit Carl Sundquist, Dirk Copeland und Mariano Friedrick die Silbermedaille in der Mannschaftsverfolgung bei den UCI-Bahn-Weltmeisterschaften. Laurent gewann von 1995 bis 1999 den nationalen Titel im Mannschaftszeitfahren. 1995 wurde er Vize-Meister in der Einerverfolgung hinter Mariano Friedick.